# Palilula (Belgrado)
Palilula è un comune della Serbia componente la città di Belgrado.